# سیارک ۵۲۰۱
سیارک ۵۲۰۱ (به انگلیسی: 5201 Ferraz-Mello، نامگذاری:1983XF) پنج هزار و دویست و یکمین سیارک کشف شده‌است که در ۱ دسامبر ۱۹۸۳ کشف شد.
قدر مطلق سیارک برابر ۱۴٫۸۰ است.